# 보은로 (강진군)
보은로(Boeun-ro)는 전라남도 강진군 강진읍 평동교차로에서 군동면 종합운동장앞교차로 을 잇는 도로이다.

## 주요 경유지
전라남도
- 강진군 (강진읍 . 군동면)

## 노선
| 이름                | 접속 노선              | 소재지            | 소재지            | 비고              |
| 강진서부로와 직결   | 강진서부로와 직결      | 강진서부로와 직결 | 강진서부로와 직결 | 강진서부로와 직결 |
| ------------------- | ---------------------- | ----------------- | ----------------- | ----------------- |
| 평동 교차로         | 국도 제2호선 (녹색로)  | 강진군            | 강진읍            |                   |
| 동성사거리          | 국도 제23호선 (청자로) | 강진군            | 강진읍            |                   |
| 목화교              |                        | 강진군            | 강진읍            |                   |
| 점수교              |                        | 강진군            | 강진읍            |                   |
| 종합운동장 앞교차로 | 종합운동장길           | 강진군            | 군동면            |                   |
| 진흥로와 직결       |                        |                   |                   |                   |

## 주요 건물 및 시설
- 농협 강진완도축산농협 (보은로 40/평동리 253)
- 농협 강진완도축협 하나로마트 (보은로 40/평동리 253)
- HD현대오일뱅크 동화주유소 (보은로 51/평동리 257-1)
- S-OIL 희망주유소 (보은로 94/평동리 3-2)
- 삼성스토어 강진점 (보은로 99/평동리 177-11)
- 세븐일레븐 강진보은점 (보은로 99/평동리 177-11)
- 강진군산림조합 (보은로 102/평동리 3)
- CU 강진로또점 (보은로 115/남성리 24-36)
- GS칼텍스 산림조합주유소 (보은로 135/남성리 50-19)
- 농협 강진농협 파머스마켓 (보은로 152/동성리 66-1)
- 농협 농협주유소 (보은로 155/동성리 184-11)